# Зудово
Зудово (рос. Зудово) — село у Болотнинському районі Новосибірської області Російської Федерації.
Входить до складу муніципального утворення Зудовська сільрада. Населення становить 314 осіб (2010).

## Історія
Згідно із законом від 2 червня 2004 року органом місцевого самоврядування є Зудовська сільрада.

## Населення
| 2002 | 2007 | 2010 |
| ---- | ---- | ---- |
| 417  | ↘398 | ↘314 |